# لي غانغ جين
لي غانغ جين (25 أبريل 1986 بدايجون في كوريا الجنوبية - ) هو لاعب كرة قدم كوري جنوبي في مركز الدفاع. شارك مع منتخب كوريا الجنوبية تحت 17 سنة لكرة القدم ومنتخب كوريا الجنوبية تحت 20 سنة لكرة القدم ومنتخب كوريا الجنوبية لكرة القدم. أما مع النوادي، فقد لعب مع جوبيلو إيواتا وجونبك هيونداي موتورز وجيجو يونايتد وسوون سامسونغ بلووينغز وطوكيو فيردي ونادي بوسان أي بارك ونادي ماتشيدا زيلفيا ودايجون هانا سيتزن.

## وصلات خارجية
- لي غانغ جين على موقع الاتحاد الدولي (مؤرشف)  (الإنجليزية)
- لي غانغ جين على موقع رابطة كرة القدم اليابانية للمحترفين (اليابانية)
- لي غانغ جين على موقع دوري كوريا الجنوبية (الإنجليزية)
- لي غانغ جين على موقع قاعدة بيانات كرة القدم.إي يو (الإنجليزية)
- لي غانغ جين على موقع ناشيونال فوتبول تيمز (الإنجليزية)
- لي غانغ جين على موقع Soccerway.com (الإنجليزية)